# سیلیونگسی
سیلیونگسی (اندونزیایی: Cileungsi) شهری در استان جاوه غربی کشور اندونزی است. جمعیت این شهر بر اساس سرشماری سال ۱۹۹۰ میلادی، ۵۶٫۶۵۶ نفر و بر اساس سرشماری سال ۲۰۰۰ میلادی، ۱۴۸٫۸۰۴ بوده که در سال ۲۰۰۷ میلادی به ۲۳۱٫۳۲۲ نفر افزایش یافته‌است.